# Condado de Mansilla
El condado de Mansilla es un título nobiliario español, otorgado el 30 de marzo de 1689 por el rey Carlos II, a favor de Antonio Campuzano y de la Riva-Herrero, natural de Santander, Regente de la Real Audiencia de México.

## Condes de Mansilla
|                        | Titular                                             | Periodo                |
| Creación por Carlos II | Creación por Carlos II                              | Creación por Carlos II |
| ---------------------- | --------------------------------------------------- | ---------------------- |
| I                      | Antonio Campuzano y de la Riva-Herrero              | 1689-1700              |
| II                     | Juan Francisco Campuzano y Acevedo                  | 1700-                  |
| III                    | Antonio Manuel Campuzano y Junco                    |                        |
| IV                     | Manuel Antonio Campuzano y Peralta                  |                        |
| V                      | Antonio Alfonso Campuzano y Peralta                 |                        |
| VI                     | Francisco de Sales Campuzano y de Llanes            |                        |
| VII                    | Francisco de Paula de Gandarillas y Campuzano       |                        |
| VIII                   | Francisco de Paula de Gandarillas y Díaz de Mendoza |                        |
| IX                     | Bonifacio de Campuzano y Rodríguez                  |                        |
| X                      | Joaquín Campuzano y Avilés                          |                        |
| XI                     | Felipe Campuzano y Calderón                         |                        |
| XII                    | Joaquín Campuzano y Pérez del Molino                |                        |
| XIII                   | Inés Campuzano y Cobo                               | 1996                   |